# Själastuga
Själastuga, själahus eller pilgrimsstuga var ett enkelt medeltida härbärge avsett för resandes övernattningar i glest befolkade områden, särskilt i de norrländska skogarna. Byggnaden var grundat som själagåva (donation till kyrkan för att ge givaren salighet i sin själ) ofta vid pilgrimsleder. Man känner även exempel på att själastugor inrättades på kyrkligt initiativ. Det skedde genom att ett jordstycke överläts till en man som inte behövde skatta för denna jord mot att han höll själastuga.
I gränsskogar och andra obygder höll resenärer ihop i större sällskap för att skydda sig mot rövare. I själastugorna kunde resenärerna övernatta gratis mot att de högg ny ved innan de fortsatte vidare. Troligen fanns enkla övernattningsstugor redan under förkristen tid, men det var först med de omfattande pilgrimsvandringarna till och från Olav den heliges grav i Nidaros som stugorna fick större betydelse. I anslutning till själastugorna fanns i flera fall också ett kapell. Många av kapellen tillkom troligen under 1200-talet, då vallfärdandet tog fart på allvar.
I Norrland lever minnet av inrättningarna kvar i ortnamnen Stugun och Själstuga. Den förstnämnda stugan låg i gränsskogen (Jämtskogen) mellan Medelpad och Jämtland, medan Själstuga låg i skogen Ödmården på gränsen mellan Gästrikland och Hälsingland.